# Corrado IV di Friburgo
Corrado IV di Friburgo, conte di Friburgo e di Neuchâtel (Friburgo, ... – Friburgo, 16 aprile 1424), è stato un nobile svizzero.

## Biografia
Corrado IV era figlio primogenito del conte Egon III di Friburgo. Sua madre era Varenne di Neuchâtel, figlia del conte Luigi I e nipote di Isabella. Sua madre morì quanto Corrado era ancora giovane ed a partire dal 1394 egli venne nominato da sua zia Isabella suo erede universale non avendo ella avuto figli dal suo matrimonio. Alla morte di Isabella nel 1395, dunque, Corrado IV, che già era succeduto al padre nella contea di Friburgo da dieci anni, divenne anche conte di Neuchâtel vedendosi confermare anche tutte le prerogative ed i diritti feudali degli antenati della madre.
Il 4 marzo 1404 Corrado IV partì alla volta della Terra santa dalla quale tornerà due anni dopo e durante questo periodo egli delegò una commissione di quattro persone di sua fiducia per condurre gli affari della contea di Neuchâtel, tra cui Jean Vauthier de Colombier che ottenne il titolo di "Direttore della contea", nominando anche quattro rappresentanti della borghesia all'interno del consiglio di reggenza prima di partire. In quello stesso anno, ma già dopo la sua partenza, le città di Neuchâtel e Berna conclusero un trattato di alleanza siglato il 22 aprile col quale le due città oltre a stringere un'alleanza economica firmavano un contratto di difesa militare reciproca. Tornato Corrado IV dalla Terra santa col titolo di cavaliere del Santo Sepolcro, nel 1412 egli decise di sopprimere l'incarico di "reggente della città di Neuchâtel" che era stato affidato a Vauthier di Rochefort, figlio illegittimo di Luigi I di Neuchâtel e lo sostituì con un sindaco di sua nomina.
Corrado morì il 16 aprile 1424.

## Matrimonio e figli
Corrado IV sposò in prime nozze verso il 1390/94 Maria, figlia di Giovanni III di Vergy, discendente di Manasse I di Chalon, mentre in seconde nozze verso il 1413/18 sposò Alice di Baux (1367 - 1426). Ebbe eredi solo dal primo matrimonio:
- Luigi, (? - 1404), morto infante
- Giovanni, suo successore